# یوتی‌سی ۷:۰۰-
|  | زمستان       | تابستان (DST) | نام اسپانیایی | نام انگلیسی      |
|  | یوتی‌سی ۶:۰۰- | یوتی‌سی ۵:۰۰-  | منطقه مرکزی   | زمان مرکزی       |
|  | یوتی‌سی ۷:۰۰- | یوتی‌سی ۷:۰۰-  | منطقه پسفیکو  | زمان کوهستان     |
|  | یوتی‌سی ۷:۰۰- | یوتی‌سی ۶:۰۰-  | منطقه پسفیکو  | زمان کوهستان     |
|  | یوتی‌سی ۸:۰۰- | یوتی‌سی ۷:۰۰-  | منطقه نورسته  | منطقه زمانی آرام |

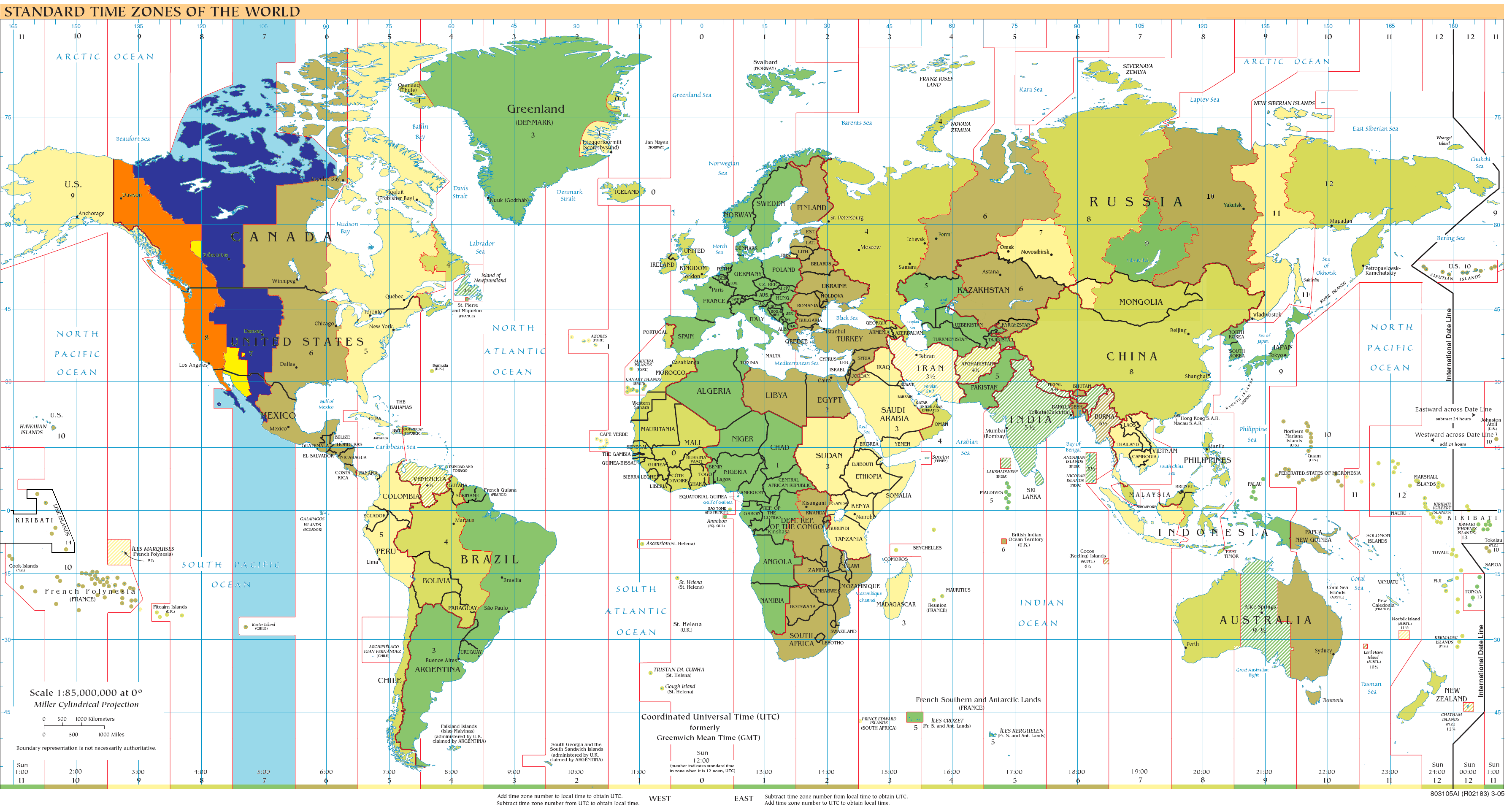
UTC−07: آبی (ژانویه), نارنجی (ژوئیه), زرد (تمام سال), آبی روشن - سطح دریا

هم‌اکنون زمان‌بندی گرینویچ منفی ۷:۰۰ (به انگلیسی: UTC-07:00) برای اندازه‌گیری زمان کاربرد دارد.
این زمان در بخشی که نیم‌کره شمالی و نیم‌کره غربی(مانند آمریکای شمالی) با هم تلاقی دارند مورد استفاده‌ است.
بسته به موقعیت مورد استفاده، ممکن است (به انگلیسی: UTC-07:00) برای مواقع سرد سال مانند منطقه زمانی کوهستان یا زمان گرم سال مانند تغییر ساعت تابستانی در منطقه زمانی آرام کاربرد داشته باشد.

## زمان استاندارد در تمام سال
- کانادا
  - بخشی از رودخانه صلح (کانادا) در بریتیش کلمبیا
- ایالات متحده آمریکا
  - آریزونا, به جز آریزونا ناواهو, که با  DST شناخته می‌شود.
- مکزیک
  - ایالت سونورا
  - جزایر رویلاجیجدو به جز جزایر کاریون

## زمان استاندارد نیمکره شمالی

### منطقه زمانی کوهستان
- کانادا
  - آلبرتا
  - بریتیش کلمبیا (مناطق جنوبی)
  - نورت‌وست تریتوریز (بیشتر قلمرو)
  - نوناووت (غربی)
  - ساسکاچوان - فقط لویدمینستر و زیر بخش‌ها
- ایالات متحده
  - همه کلرادو, مونتانا, نیومکزیکو, یوتا ووایومینگ
  - همه ناواهو تا آریزونا
  - بیشتر آیداهو (بخش جنوبی)
  - بخش غربی کانزاس, نبراسکا, داکوتای جنوبیوتگزاس
  - بخش جنوبی  داکوتای شمالی
  - بخش کمی از شرق اورگن و نوادا
- مکزیک
  - باخا کالیفرنیا سور
  - ایالت چیواوا (از ۱۹۹۸ از UTC−07 استفاده می‌کند)
  - نایاریت (بیشتر ایالت)
  - سینالوآ

## وقت تابستانی نیمکره شمالی

### ساعت تابستانی آرام
- کانادا
  - بریتیش کلمبیا (بیشتر استان)
  - یوکان
- مکزیک
  - باخا کالیفرنیا
- ایالات متحده
  - همه کالیفرنیا و ایالت واشینگتن
  - بیشتر نوادا و اورگن
  - بخش شمالی آیداهو